# Evolución de los estilos en remo
El remo es un deporte que a lo largo de su historia ha ido evolucionando a través de muchos estilos. Un estilo es la forma particular de aplicar la técnica del remo por un remero concreto, un entrenador o todo un país. La clasificación que se suele hacer de los estilos es cronológica y geográfica, ya que se trata de una serie de estilos que fueron característicos de una época o un país, que los puso en práctica en competiciones mundiales y olímpicas, y que además fueron los que mejores resultados conseguían en su momento. La clasificación más popular de los estilos del remo fue introducida por Klavora en 1977, quien definió tres estilos predominantes pertenecientes a los conocidos como estilos contemporáneos, el estilo Adam, el estilo de la DDR, y el estilo Rosenberg.
Una característica común a todos los estilos, es que todas han tenido una implantación importante en una época determinada, muchas veces determinadas por los medios disponibles y otras por la condición física de los deportistas. Pero ante todo, siempre han sido los estilos que han generado mayores velocidades en los deportistas que las han usado, y han sido eficaces en su época, ya que los remeros ganaban las competiciones.

## Estilos del pasado
Se suelen incluir en este grupo tres estilos anteriores a los años 50: el estilo Ortodoxo, el Fairbairn y el Cornibear.

### El estilo ortodoxo
Es el estilo con el que el remo como deporte propiamente dicho empezó a practicarse. Está influenciado por el ambiente donde se desarrolla, que es la alta sociedad inglesa de finales del siglo XVIII y comienzos del XIX, cuando el remo era considerado un deporte estéticamente elegante practicado por personas influyentes de la burguesía.

#### Características
Las condiciones históricas y sociológicas mencionadas antes condicionan aspectos  técnicos de este estilo.
- En el ataque (entrada del remo en el agua), el cuerpo está erguido, no hay inclinación a popa, los hombros están en la vertical de las caderas.
- Los brazos extendidos y muy rígidos en el ataque.
- Piernas algo separadas y ligeramente flexionadas.
- El ataque es rápido y dirigido tan solo por una elevación de la espalda.
- Tras levantar la espalda se aplican las piernas.
- Se acaba la palada muy tumbado atrás.
- Los raíles por donde corre el carro donde va sentado el remero, son cortos, de unos 42 cm.

### Estilo Fairbairn
Este es un estilo implantado por Steve Fairbairn (1862-1938), australiano que remó en Londres en alguno de los clubes más importantes de la época como el equipo de Cambridge o el  Thames Rowing Club y que estudió y luchó por modificar el estilo ortodoxo anterior y buscar sobre todo la mayor eficiencia y velocidad de las embarcaciones. Este cambio de la técnica fue un choque conceptual muy polémico en la época. Fairbairn fue el primero en buscar el rendimiento en el remo y el implantar unas bases teóricas y prácticas de la técnica de remo, recogidas en sus Notas de Remo (1926).

#### Crítica del estilo Ortodoxo
Fairbairn resaltó varios aspectos del estilo anterior que según el no lo hacían efectivo:
- Todas las posturas que debe llevar el remero a lo largo de la palada son enormemente incómodas y fatigantes.
- La forma de hacer presión con los pies no es muy adecuada.
- El orden en la acción de los grupos musculares (espalda-piernas-brazos) no es la más correcta.

#### Características
En función de estas observaciones sobre el estilo ortodoxo, Fairbairn desarrolló un estilo diferente que fue una verdadera revolución en el remo. El único factor importante a buscar es el rendimiento y el desplazamiento rápido de la embarcación por el agua, y no tanto la estética del movimiento.
Algunos de los puntos importantes de este estilo son:
- Mayor utilización del grupo muscular más poderoso, las piernas.
- Recorrido del carro sobre los raíles más largo, de unos 60 cm. (Para usar más las piernas).
- Menor exageración en el balanceo del tronco atrás, una posición poco efectiva.
- Posición de la tabla de apoyo de los pies (pedalina) más vertical.
- Mayor balanceo del tronco hacia popa en el ataque, con el fin de ampliar el ángulo de palada.
- Utilización simultánea de los tres grandes grupos musculares (piernas, espalda y brazos), todos empiezan y terminan de actuar al mismo tiempo.
- La línea de los hombros se desplaza paralela al remo de forma que el tronco debe girar hacia la banda donde se reme.

### Estilo Cornibear o Washington stroke
Su utilización comienza en el año 1948, en los Juegos Olímpicos de Londres 1948. Se considera una adaptación del estilo Fairbairn para remeros de altura elevada.

#### Características
La principal característica de este estilo es la disminución del balanceo del torso, tanto en el ataque como en la salida. Por otro lado, se vuelve a elevar y colocar más vertical la pedalina, lo que permite estirar completamente las piernas.
Otras características son:
- Utilización de palancas interiores menores (distancia entre la empuñadura y el punto de apoyo en la chumacera) y palas más largas en los remos.
- Menor inclinación del cuerpo a popa, las piernas más flexionadas lo impiden.
- Recorrido del carro sobre las vías más largo que el anterior, de unos 70 cm.
- El ataque se produce por la acción de las piernas principalmente.
- En la fase de tracción el tronco y los brazos empiezan a trabajar algo más tarde (estilo más consecutivo).
- Final de la palada con el cuerpo prácticamente vertical, lo que permite una salida rápida de los brazos en la recuperación.

Todas estas características ayudaron a que la fase de tracción fuera más rápida, y por consiguiente se elevaron los ritmos de palada.

## Estilos Contemporáneos

### Estilo Karl Adam
Este estilo se comenzó a desarrollar a partir de 1953. Introducido por Karl Adam es una continuidad y un perfeccionamiento del de Washington. También se le suele llamar como la técnica de Ratzebourg, localidad alemana dónde Karl Adam comenzó a ser entrenador.